# Falik

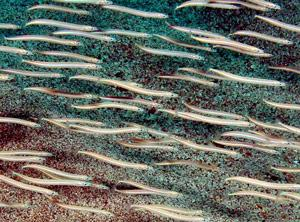
ławica falików

Falik (Gymnammodytes cicerelus) – gatunek morskiej ryby z rodziny dobijakowatych (Ammodytidae), poławianej komercyjnie.

## Występowanie
Wschodni Ocean Atlantycki, Morze Śródziemne i Morze Czarne.

## Opis
Osiąga długość do 18 cm. Ciało bardzo wydłużone. Układ płetw: D57–59, A 29, P 13–15.

## Odżywianie
Żywi się skorupiakami, małymi rybami i mięczakami.